# Jorge Coira
Jorge Coira Nieto (Rábade, 1971) es un director, guionista y montador de cine y televisión español.

## Trayectoria
A finales de los años 80, coincide en el instituto con Luis Tosar y, juntos, comienzan a rodar sus primeros cortametrajes amateurs.
A mediados de los 90 rueda varios cortometrajes en 35 mm (Gran liquidación, O Matachín y A ti como se che di adeus?), formando parte de una nueva generación de directores gallegos muy vinculados a la Escola de Imaxe e Son da Coruña y trabajando con muchos de los principales actores de Galicia como el propio Tosar, María Pujalte, María Bouzas, Xosé Manuel Olveira "Pico" o Isabel Blanco entre otros muchos.
En 1996 empieza a trabajar en la Televisión de Galicia como guionista y realizador de promociones, trabajo que abandona en 1998, para dedicarse desde entonces al trabajo como director y guionista freelance.
Su formación, fundamentalmente autodidacta, se complementa con la asistencia a cursos y talleres con profesores como Michael Radford, Víctor Erice, Allan Starski, Béatrice Caufman, Robert Lovenheim, Víctor Duplá y Mariano Barroso, además de haber participado en la primera edición del Berlinale Talent Campus.
Su experiencia profesional se centra en televisión y cine, aunque también toca terrenos como la vídeocreación, la publicidad o el teatro.
Como director de TV, trabaja en series para la Televisión de Galicia (Mareas vivas, Terra de Miranda, As Leis de Celavella, Padre Casares y Luci -una de las primeras series españolas en ser vendida para su versión en los EE. UU.-) y para canales nacionales (R.I.S., El comisario, Piratas y Pelotas), además de dirigir la TV movie Entre bateas.
En cuanto a documentales, dirige series para TV como Chunda Chunda o Vida nas mareas; y largometrajes como Días de reparto o ¿Qué culpa tiene el tomate?, que tuvo su estreno mundial en el MoMA de Nueva York.
En 2004 estrenó el largometraje El año de la garrapata y en 2010 su última película, 18 comidas, que ha recibido numerosos premios, siendo seleccionada en más de 30 festivales internacionales y habiendo sido estrenada en salas de más de 10 territorios.
En 2016 se estrena como director de teatro con la obra Get Back, una comedia ambientada en el metro de Londres.
En la actualidad, es presidente de CREA, asociación de directores y realizadores de Galicia.

## Filmografía

### Cine
- Me he hecho viral (Largometraje. Atresmedia Cine). 2023.
- Código emperador (Largometraje. Vaca Films y Proyecto Emperador AIE). 2022.
- Eroski Paraíso (Largometraje. Producción de Chévere y Ojo Vivo). 2019.
- 18 comidas (Largometraje. Tic-tac Prod. Zircozine). 2010.
- ¿Qué culpa tiene el tomate? (Largometraje documental. Tic-tac Prod.). 2009.
- El año de la garrapata (Largometraje. Filmanova) 2004.
- A ti como se che di adeus? (Cortometraje. Miguel Asensio P.C.). 1998.
- O Matachín (Cortometraje. Abrago Filmes). 1996.
- Gran liquidación (Cortometraje. Producciones E.I.S.). 1995.

### Televisión
- Director de Rapa (Serie de ficción. Para #0). 2022.
- Director de Hierro (Serie de ficción, 8 x 50′. Portocabo para #0). 2019-2021.
- Director de Sé quién eres (Serie de ficción, 2 x 70′.Pau Freixas para Telecinco). 2017.
- Director y guionista de Luci (Serie de ficción, 14 x 25′. Portocabo para TVG). 2013/2014.
- Director de Piratas (Serie de ficción, 8 x 70′. Mandarina Prod. para Telecinco). 2011.
- Director de Pelotas (Serie de ficción, 7 x 70′. El Terrat para TVE). 2010.
- Director y guionista de Días de Reparto (Documental. Filmax para TVG). 2010
- Director de El comisario (Serie de ficción, 2 x 70′. Bocaboca para Telecinco). 2008.
- Director de Padre Casares (Serie de ficción, 13 x 65′. Voz Audiovisual para TVG). 2008.
- Director de R.I.S. (Serie de ficción, 2 x 50′. Videomedia para Telecinco). 2007.
- Prod. ejecutivo de Terra de Miranda (Serie de ficción, 26 x 60′. Voz Audiovisual para TVG). 2007.
- Creador y director de Mundo Verbena (Programa TV. 12 x 100’. Voz Audiovisual para TVG). 2006.
- Director de As Leis de Celavella (Serie de ficción, 26 x 70′. Voz Audiovisual para TVG). 2005.
- Director y guionista de Rías Baixas. O que nunca se ve (Documental. Zenit Multimedia para TVG). 2003.
- Director de Entre Bateas (TV Movie. Costa Oeste S.A. para F.O.R.T.A.). 2002.
- Director de Terra de Miranda (Serie ficción, 52 x 55’. NTR Telefábrica para TVG). 2001 / 02.
- Director y guionista de 092 (Serie documental, 8 x 30’. Costa Oeste S.A. para TVG). 2001.
- Director y guionista de Vida nas Mareas (Serie documental, 6 x 30’. NTR Telefábrica para TVG). 2000.
- Director y guionista de Chunda Chunda (Serie documental, 7 x 30’. Costa Oeste S.A. para TVG). 2000.
- Director creativo de promociones de Televisión de Galicia. 1996 / 99

### Otras obras
- Gallaecia Petrea. Sentindo a pedra (videocreación para exposición en museo). 2012
- Volver (Videoclip. Di Elas). 2011
- Logo Chega o Día (Videoclip. Lamatumbá). 2010.
- Radio Magical (Videoclip. Magical Brothers para Club Xabarín, TVG). 2008
- Hugo Box (Videoclip. Aphonnic). 2007.
- Cidade Teatro. Campaña de Promoción del Centro Dramático Galego (10 spots x 25’’). 2006
- Little Girl (Vídeoclip. Aphonnic. Casa de Tolos.) 2003.
- Untitled (Cortometraje para Berlinale Talent Campus). 2002
- The Return of the Wardrobe  (Cortometraje da Masterclass de Allan Starski. EFA). 2002
- Rapabestas (Vídeoclip. Xosé Manuel Budiño. EIS.) 1998
- As Xoias da Señora Bianconero (Cortometraje. Leidisanllentelman). 1993

## Premios
Medallas del Círculo de Escritores Cinematográficos
| Año  | Categoría     | Resultado | Ref.  |
| ---- | ------------- | --------- | ----- |
| 2015 | Mejor montaje | Ganador   | [ 5 ] |

Premios Goya
| Año  | Categoría     | Película       | Resultado | Ref.  |
| ---- | ------------- | -------------- | --------- | ----- |
| 2016 | Mejor montaje | El desconocido | Ganador   | [ 6 ] |

Premios Iris
| Año  | Categoría                        | Premiado | Resultado | Ref.  |
| ---- | -------------------------------- | -------- | --------- | ----- |
| 2019 | Premio Iris a la mejor ficción   | Hierro   | Nominado  | [ 7 ] |
| 2021 | Premio Iris a la mejor ficción   | Hierro   | Pendiente | [ 8 ] |
| 2021 | Premio Iris a la mejor dirección | Él mismo | Pendiente | [ 8 ] |